# Thiounn Prasith
Thiounn Prasith (khmerül: ជួន ប្រសិទ្ធ Chuŏn Prâsĕth; Phnompen, 1930. február 3. – 2023. június 2.) Vörös Khmer politikus, hazájának ENSZ-nagykövete. 1993-ig az ENSZ az 1979-ben megszűnt Demokratikus Kambodzsát ismerte el.

## Fiatalkora
1930-ban született Thiounn Hal és Bounchan Moly legfiatalabb gyermekeként Phnompenben, földműves családba. Két testvére szintén csatlakozott a Vörös Khmerhez később. A phnompeni francia iskolában végezte tanulmányait 6. osztályos koráig, akkor azonban nem tanulhatott tovább a Sisowath Gimnáziumban, mert nem voltak elég jók az osztályzatai. Édesapja ezért Saigonba küldte továbbtanulni. Az ott eltöltött évei alatt dúlt a második világháború, így a fiatal Prasith felváltva szembesült Japán és az Amerikai Egyesült Államok kegyetlenségeivel, Saigon bombázása miatt Dalatban kellett folytatnia tanulmányait. 1945. március 9-én a japánok államcsínyt hajtottak végre, és Phnompenbe küldték, ahol sikeresen felvételizett a Sisowath Gimnáziumba, ahol 1949 júliusában leérettségizett.
1949 szeptemberében állami ösztöndíjjal Franciaországba utazhatott, ahol egyetemi hallgató lett. 1952-ben a kormány tudomást szerzett Prasith kormány iránt táplált ellenszenvéről, és megszüntették ösztöndíjának folyósítását. Ezután fogászatot, majd gyógyszerészetet tanult. Párizsban marxista körökbe keveredett, és csatlakozott az alakulófélben lévő Kambodzsai Kommunista Párthoz. 1975 végén tért vissza Kambodzsába, 1976-ban diplomata lett, 1979 és 1993 között országát képviselte az ENSZ-ben. Mandátumának lejárta után New Yorkban maradt.

## Közeli családtagjai
- Thiounn Hal (?–1952/1953)
- Bounchan Moly (1900 körül–?)
  - Báty: Thiounn Thioeun (1919/1920–2006), orvos, Demokratikus Kambodzsa egészségügyi minisztere
  - Nővér: Thiounn Choeum
  - Báty: Thiounn Chum
  - Báty: Thiounn Mumm (1925–2022) matematikus